# Svinsjön, Gästrikland
Svinsjön är en sjö i Sandvikens kommun i Gästrikland och ingår i Gavleåns huvudavrinningsområde. Sjön är 10 meter djup, har en yta på 0,214 kvadratkilometer och befinner sig 190,1 meter över havet.

## Delavrinningsområde
Svinsjön ingår i det delavrinningsområde (672222-152623) som SMHI kallar för Ovan 672132-152950. Medelhöjden är 207 meter över havet och ytan är 14,48 kvadratkilometer. Det finns inga avrinningsområden uppströms utan avrinningsområdet är högsta punkten. Vattendraget som avvattnar avrinningsområdet har biflödesordning 3, vilket innebär att vattnet flödar genom totalt 3 vattendrag innan det når havet efter 66 kilometer. Avrinningsområdet består mestadels av skog (94 procent). Avrinningsområdet har 0,36 kvadratkilometer vattenytor vilket ger det en sjöprocent på 2,5 procent.